# Yenibademli Höyük
Koordinaten: 40° 13′ 2″ N, 25° 53′ 44″ O
Der Yenibademli Höyük (Ayios Floros Tepe) ist ein prähistorischer Siedlungshügel auf der türkischen Insel Gökçeada (Ímvros) im Ägäischen Meer. Hier lag in der frühen Bronzezeit (3000–2400 v. Chr.) eine Siedlung, die seit 1996 systematisch erforscht wird.

## Lage
Der Yenibademli Höyük liegt südlich des Dorfes Yenibademli, etwa 1,5 Kilometer von der Küste entfernt. Der 18 Meter hohe Hügel misst 130 × 120 Meter, östlich des Flusses Büyükdere. Die Ebene des Büyükdere bildete damals noch eine Bucht, die weit ins Land hineinreichte und langsam aufgefüllt wurde. Yenibadmli Höyük war damals eine Halbinsel aus Flysch am östlichen Ufer der Bucht. Der Siedlungshügel wurde 1964 entdeckt. 1996 wurde der Ort erstmals archäologisch untersucht. Die Grabungen werden bis heute fortgesetzt.

## Stratigraphie
Während der frühen Bronzezeit lag bei Yenibadimli Hüyük eine Siedlung. Diese Periode wird in sieben Ausgrabungsebenen I–VII eingeteilt. Die älteren Schichten VII–IV sind zeitgleich mit Troja I (3000–2700 v. Chr.) und die jüngeren Schichten III–I sind zeitgleich mit Troja II (2700–2400 v. Chr.). Spärliche Funde importierter mykenischer Keramik zeigen, dass der Hügel auch in der späten Bronzezeit bewohnt war. Aus dieser Schicht stammen auch die wenigen Eselknochen, die hier gefunden wurden. In hellenistischer Zeit befand sich hier vermutlich ein Bauernhof. Damals lag der Hügel bereits inmitten der fruchtbaren Schwemmebene des Büyükdere. Heute steht auf dem Hügel die orthodox-griechische Kapelle Áyios Flóros (Άγιος Φλώρος).

## Die frühbronzezeitliche Siedlung
Die frühbronzezeitliche Siedlung auf dem Yenibadmli Höyük war eine ummauerte Stadt, deren Häuser und Straßen rechtwinklig angelegt waren. Da der Hügel im Norden steil abfällt, wurde auf dieser Seite keine Mauer errichtet. Die Häuser waren lang und schmal und hatten einen Herd. Sie hatten ein Fundament aus Stein, der Aufbau bestand aus getrockneten Lehmziegeln, die Flachdächer wurden mit Holzbalken gestützt. Der Stadthügel war damals eine Halbinsel und die Bewohner hatten nach Ausweis der Funde engen Kontakt mit Troja, welches damals ebenfalls an einer ins Landesinnere reichende Meeresbucht lag.
Die frühbronzezeitlichen Bewohner des Hügels betrieben Feldbau und pflanzten Weizen, Gerste, Erbsen, Linsen, Bohnen und andere Hülsenfrüchte an, bekannt war zudem auch die Weinrebe. Schafe und Ziegen waren die wichtigsten Haustiere, neben Rindern; Schweine dagegen waren seltener. Daneben wurden auch Hirsche gejagt und an der Küste wurden Austern, Muscheln und Napfschnecken eingesammelt, während Fischfang offenbar nicht wichtig war.
Die Keramik ist handgemacht und mit einfachen geometrischen Mustern und Punkten dekoriert. Die Werkzeuge wurden aus Stein oder Knochen verfertigt.
2010 wurden Skelette von Menschen ausgegraben, die bei einem Erdbeben von einstürzenden Mauern erschlagen wurden.